# Kenna James (Pokerspieler)
„Cowboy“ Kenna James (* 18. Dezember 1963 in Chicago, Illinois als Kenna Grob) ist ein professioneller US-amerikanischer Pokerspieler.

## Biografie
Aufgewachsen in Chicago, zog James 1972 im Alter von neun Jahren mit seiner Familie nach Albion im US-Bundesstaat Michigan. Er studierte später für zwei Jahre Bildende Kunst an der Michigan School of Art in Jackson. Er war bis 2008 mit der Pokerspielerin Marsha Waggoner verheiratet und hat zwei Kinder. Im Jahr 1985 kam er nach Los Angeles um Filmstar zu werden, schaffte aber nie den großen Durchbruch. Er brachte es allerdings auf einige Auftritte als Statist und Nebendarsteller in Seifenopern. Als seine Agentur schließen musste, besuchte er eine Schule für Croupiers. Dies war in den Jahren 1997 und 1998 sein letzter regulärer Job, bevor er 1999 zum Pokerprofi wurde.

## Pokerkarriere

### Werdegang
Schon vor seiner Profikarriere konnte James bei einigen kleineren Turnieren Geldgewinne erzielen. Größere Erfolge ließen allerdings länger auf sich warten, so dass ihm auch seine erste Teilnahme an der World Series of Poker in Las Vegas im Jahre 2001 lediglich 5135 US-Dollar einbrachte. Der erste größere Gewinn waren rund 65.000 US-Dollar bei einem Event in der Variante Limit Hold’em beim Grand Slam of Poker 2002. James spendet ein Prozent seiner gesamten Turniergewinne dem Wounded Warrior Project, einer Non-Profit-Organisation, die Kriegsveteranen unterstützt.

### Rekordgewinne
Aufgeführt sind hier alle sechsstelligen Preisgelder, die James in seiner Karriere erzielte. Insgesamt hat er sich mit Poker bei Live-Turnieren mehr als 4 Millionen US-Dollar erspielt.
| Datum         | Stadt         | Event (Pokervariante)                                    | Platz | Preisgeld (in $) |
| ------------- | ------------- | -------------------------------------------------------- | ----- | ---------------- |
| 10. Dez. 2003 | Paradise      | Five Diamond World Poker Classic (Limit Hold’em)         | 01    | 156.168          |
| 15. Jan. 2004 | Melbourne     | Crown Australasian Poker Championship (No Limit Hold’em) | 03    | 101.625          |
| 7. Juli 2005  | Paradise      | WSOP World Championship Event (No Limit Hold’em)         | 44    | 235.390          |
| 27. Aug. 2005 | Los Angeles   | WPT Main Event (No Limit Hold’em)                        | 02    | 588.210          |
| 20. Nov. 2005 | Monte-Carlo   | Monte Carlo Millions (No Limit Hold’em)                  | 07    | 100.000          |
| 10. Feb. 2006 | Los Angeles   | L.A. Poker Classics (No Limit Hold’em)                   | 01    | 242.251          |
| 11. März 2006 | International | PartyPoker.com Million V (Limit Hold’em)                 | 02    | 700.000          |
| 5. Nov. 2009  | Mashantucket  | World Poker Finals (No Limit Hold’em)                    | 07    | 132.855          |